# Gerald Tinker
Gerald Tinker, född 19 januari 1951 i Miami i Florida, är en amerikansk friidrottare inom kortdistanslöpning.
Han tog OS-guld på 4 x 100 meter vid friidrottstävlingarna 1972 i München. 
Tinker är kusin till Larry Black.